# Коянбай (Омская область)
Коянбай — аул в Таврическом районе Омской области. Входит в состав Неверовского сельского поселения.

## История
Основан в 1898 году. В 1928 году аул состоял из 50 хозяйств, основное население — казаки (казахи). В административном отношении находился в составе 10-го аульного сельсовета Таврического района Омского округа Сибирского края.

## Население
| 1926 | 2010 |
| ---- | ---- |
| 199  | ↗415 |